# Polygala baetica
Polygala baetica är en jungfrulinsväxtart som beskrevs av Heinrich Moritz Willkomm. Polygala baetica ingår i släktet jungfrulinssläktet, och familjen jungfrulinsväxter. Inga underarter finns listade i Catalogue of Life.

## Bildgalleri

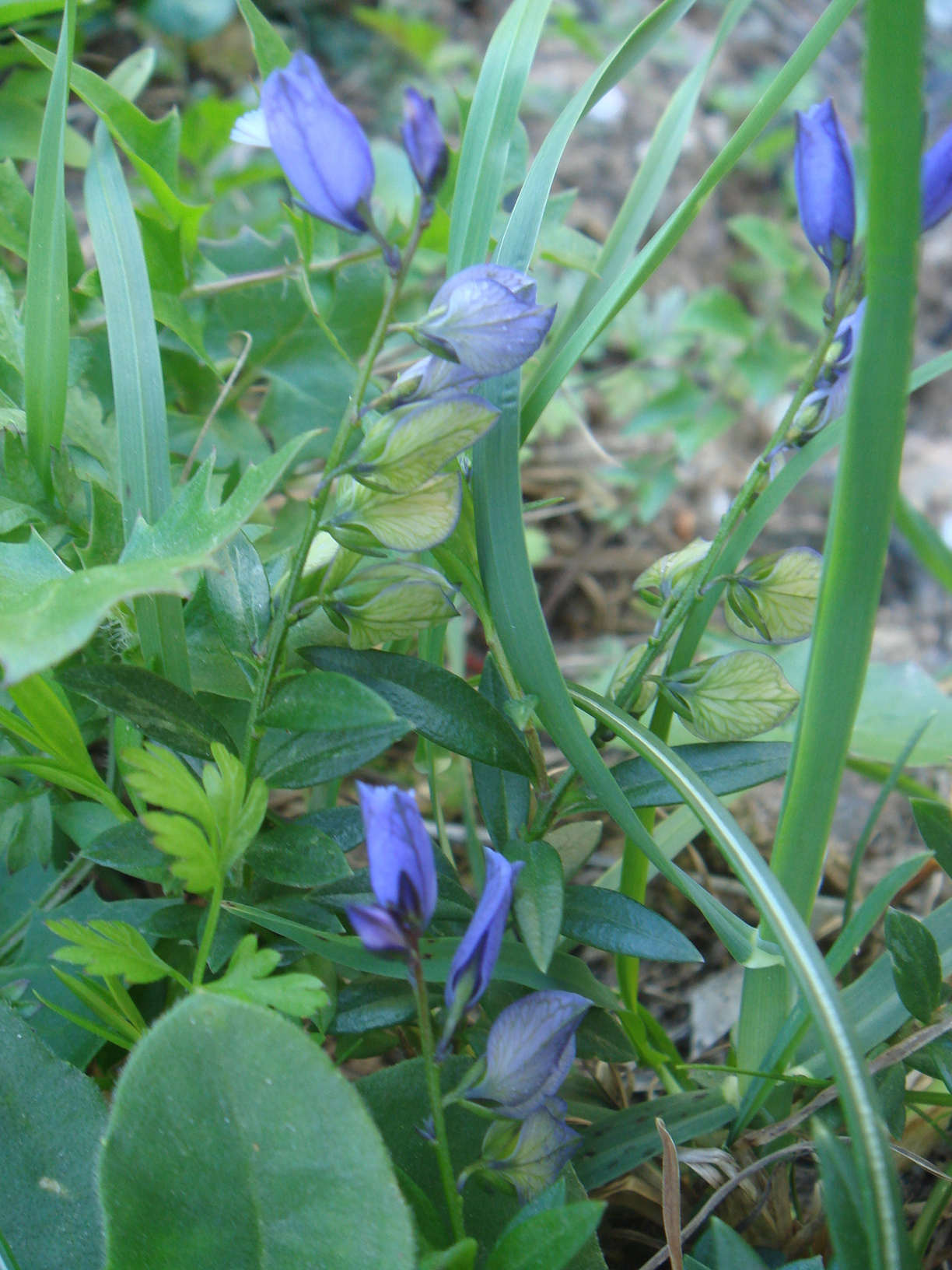
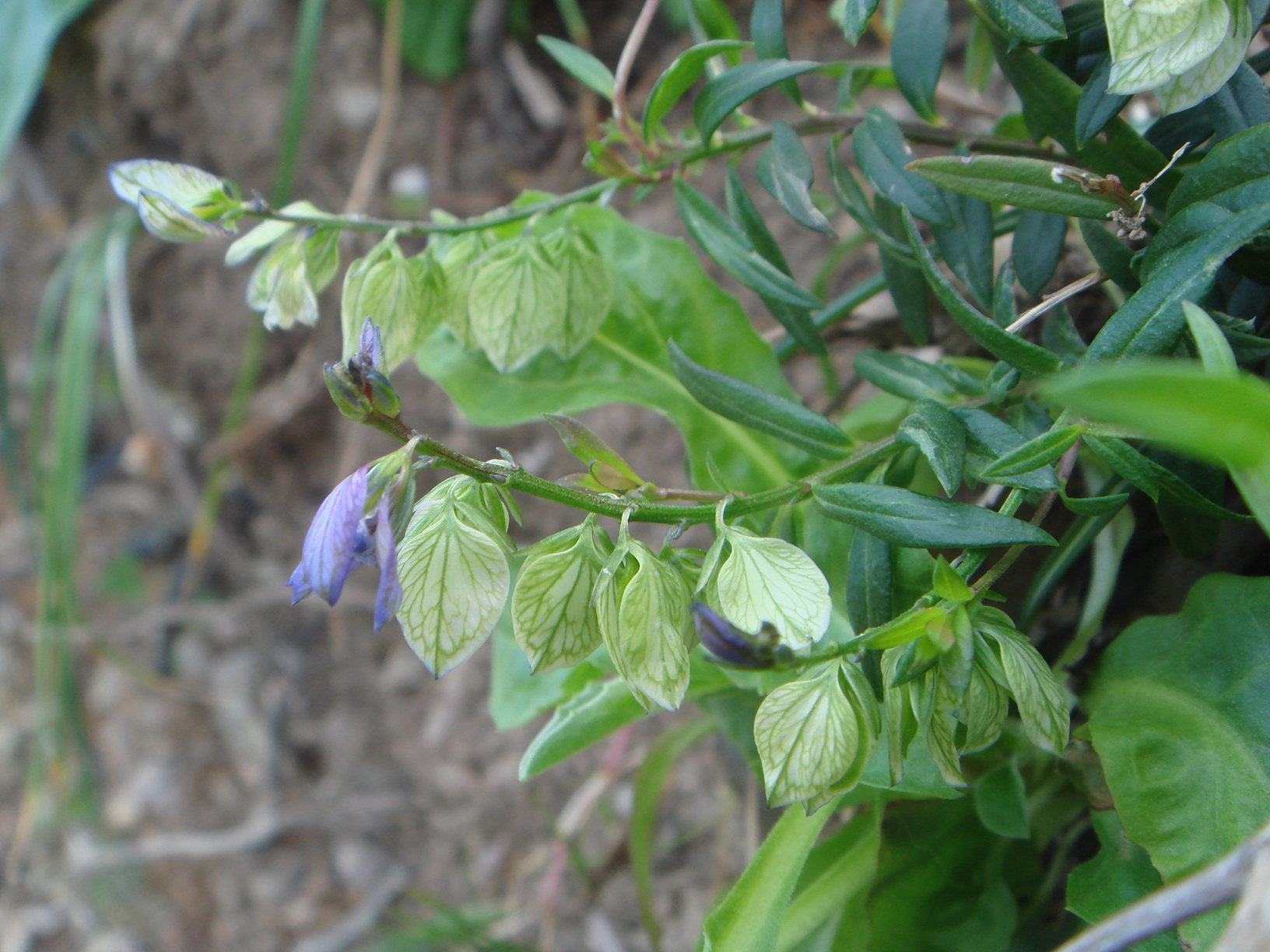
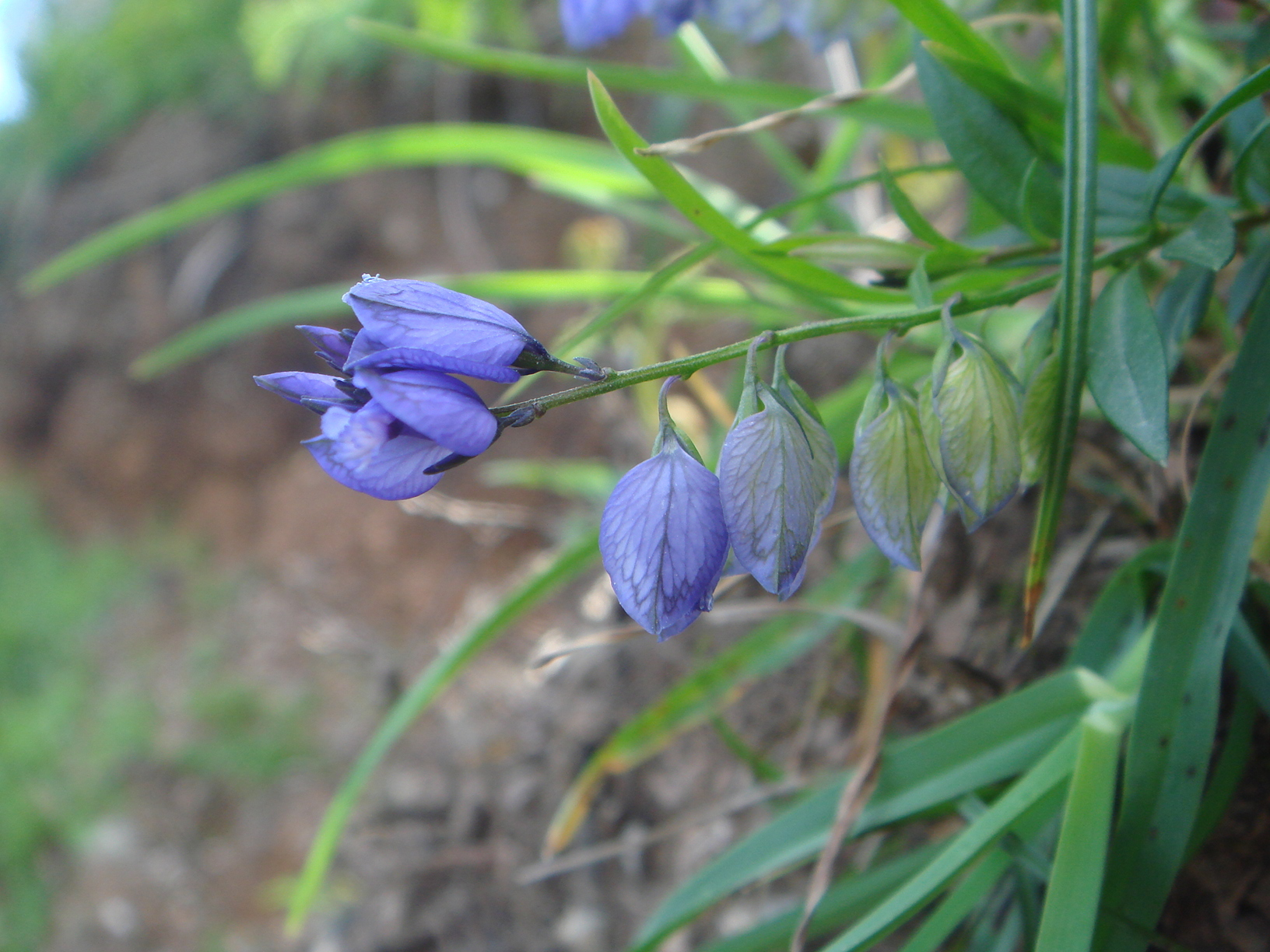